# Världsmästerskapen i mountainbikeorientering 2004
Världsmästerskapen i mountainbikeorientering 2004 avgjordes i Ballarat i Victoria i Australien den 18-23 oktober 2004. 

## Medaljörer

### Herrar

#### Medeldistans[1]
1. Adrian Jackson,  Australien, 51.47
2. Alain Berger,  Schweiz, 52.33
3. Viktor Korchagin,  Ryssland, 53.33

#### Långdistans[1]
1. Alain Berger,  Schweiz, 1:34.36
2. Mika Tervala,  Finland, 1:35.22
3. Adrian Jackson  Australien, 1:35.45

#### Stafett[1]
1. Finland (Timo Sarkkinen, Jussi Mäkilä, Mika Tervala), 2:51.53
2. Tjeckien (Radek Tichacek, Jaroslav Rygl, Lubomir Tomecek), 2:55.30
3. Australien (Alex Randall, Tom Walter, Adrian Jackson), 2:55.31

### Damer

#### Medeldistans[1]
1. Michaela Gigon,  Österrike, 53.08
2. Laure Coupat,  Frankrike, 53.22
Belinda Allison,  Australien, 53.22

#### Långdistans[1]
1. Anke Dannowski,  Tyskland, 1:29.03
2. Päivi Tommola,  Österrike, 1:31.14
3. Antje Bornhak,  Tyskland, 1:31.15

#### Stafett[1]
1. Finland (Maija Lång, Kirsi Korhonen, Päivi Tommola), 2:41.08
2. Österrike (Nicole Senft, Sonja Zinkl, Michaela Gigon), 2:47.19
3. Australien (Mary Fien, Carolyn Jackson, Anna Sheldon), 2:47.44